# 安東浩正
安東 浩正（あんどう ひろまさ、HIROMASA ANDOW、1970年1月23日 - ）は、日本の冒険家、サイクリスト、登山家、飛行家である。広島県出身。現在は神奈川県藤沢市に在住。

## 活動
海外の高所登山、トレッキング、辺境旅行のガイドとして「ワンダートレック」を主催している。

## 学歴・資格
鳥取大学山岳部、中国・雲南大学出身。機械工学士の学位を有する。旅程管理主任者の資格を保有。

## 所属団体
日本国際自転車交流協会（日本アドベンチャーサイクリストクラブ・JACC）の評議員を務める。また、日本気球連盟の熱気球パイロットでもある。

## 経歴
- 1990年 ： ユーラシア大陸陸路一周旅行　自転車、鉄道など
- 1994年 ： 第1回冬季チベット高原自転車横断 カトマンズ - ラサ - 雲南省昆明[1]
- 1995年 ： 未踏峰中国雲南省・哈巴（ハーバー）雪山（5396m）初登頂
- 1995年 ： 第2回冬季チベット高原自転車横断 カシュガル〜聖山カイラス〜カトマンズ[2]
- 1996年 ： ネパール・インド自転車旅行 カトマンズ〜バラナシ〜プーリ
- 1998年 ： チベット高原黄河源流自転車の旅
- 1999年 ： インド・ガンジス川源流自転車の旅
- 2002年 ： 冬季アラスカ自転車縦断、北極海からマッキンリーへ登頂[3]
- 2003年 ： 冬季シベリア自転車単独横断[4]
- 2004年 ： 極北カナダ・バフィン島 スキーによる凍結北極海の冒険[5]
- 2005年 ： 冬季極東シベリア自転車縦断 零下52度[6]
- 2007年 ： 熱気球による太平洋横断 断念[7]
- 2010年 ： 冬期モンゴル自転車走破
- 2011年 ： グリーンランド氷河洞窟探検（NHK取材）

## 受賞歴
- 2003年 ： 第8回植村直己冒険賞受賞
日本人として初めて冬季のシベリアを自転車で単独横断した功績による。2002年9月、ロシア西端のムルマンスクを出発。凍結したバイカル湖などを通り、約8カ月かけオホーツク海に面したマガダンまでの約1万5000キロを自転車だけで踏破。氷点下40度以下にもなる極寒の中、約50万円という質素な予算でやり遂げたのが植村直己の精神につながると評価された。

## 著書
- 「チベットの白き道　冬季チベット高原単独自転車横断6500キロ」 (山と渓谷社、1999年) ISBN 463528042X
- 「荒野的軸心」 (台湾商智文化出版)

## 関連書籍
- 「ニッポン人脈記3　未知への挑戦」 (朝日新聞社) ISBN 4022615184
- 「生きる―トップランナー格言集」 (ぴあ) ISBN 4835615735
- 「山がくれた百のよろこび」 (山と渓谷社) ISBN 4635330370

## 主なメディア出演等
テレビ
- NHK 「トップランナー」 2004年
- テレビ朝日 「挑戦者〜No.1への階段〜」 2011年
- フジテレビ 「クイズ$ミリオネア」 2回
- テレビ朝日 「いきなり黄金伝説」 2012年
- TBS 「LIVE！LOVE！EVE！（リブ！ラブ！イブ！）」2001年
- フジテレビ 「チャンネル北野」 2006年
- TBS 「SASUKE」 2006年
- テレビ神奈川 「キャナガワ」 2006年
- NHK 「グレートネイチャー・グリーンランド」 2012年

ラジオ
- ニッポン放送 「テリー伊藤のってけラジオ」 4回
- NHK第1 「ラジオほっとタイム」　2007年〜 5回
- NHKワールド（国際短波放送）18ヶ国語 2005年
- BAYFM 「フリントストーン」 2005年〜 3回
- 文化放送 「サクセスレコメンダー」 2006年
- 毎日放送 「ゴー傑P」 2006年
- TOKYO FM、湘南ビーチFM、ラジオ日本、TBSラジオ、福岡放送、山口放送等

## 雑誌・新聞　連載
- 「遥かなる白い道」 サイクルスポーツ（八重洲出版） 2004年、2006年
- 「山なんて登らなくていいのだ！」 アウトワード（モンベル） 2011年
- 「安東浩正の世界一の旅」 ニュースがわかる（毎日新聞） 2011，2012年
- 山と渓谷・アウトドア・自転車人（山と渓谷)
- 岳人 （東京新聞）
- フェネック （講談社）
- ナショナルジオグラフィック日本
- 週刊プレイボーイ
- フライデー、ブリタニカ百科事典、など。
- 朝日新聞「ニッポン人脈記」
- 読売新聞「顔」
- 日本経済新聞「ホットライン」
- 毎日新聞「人模様」
- 産経新聞
- 神奈川新聞「かながわ顔」
- 朝日小学生新聞「世界の子供たち」
- 北海道新聞
- 十勝毎日新聞など。

海外：ロシア・コムソモールプラウダ、アラスカ・DailyNews-Miner等
共同通信、時事通信により地方各紙、世界中のメディアに発信された